# Стенурелла
Чорногузка (Stenurella Villiers, 1974 = Leptura (Stenurella) (Villiers) Sama, 1988) — рід жуків з родини Скрипунових.

## Молекулярна філогенія
Інтегративна філогенія на основі морфологічного (61 ознака) і молекулярного (мітохондрієві гени 16S rRNA і COI, а також ядровий ген 28S rRNA) аналізів продемонструвала, що рід Stenurella є поліфілетичним. Частина видів, включаючи Stenurella nigra, Stenurella septempunctata, Stenurella vaucheri не належать до роду Stenurella, а є частиною роду Rutpela. На основі цих даних запропонована нова система обох родів. 
Відповідно до молекулярної філогенії рід Stenurella включає шість видів, розподілених між двома підродами. Низка підродів, запропонованих раніше, зведені у синоніми:
підрід Stenurella Villiers, 1974 (= Iberostenurella Özdikmen, 2013 = Crassostenurella Özdikmen, 2013)
- Чорногузка брунатова — Stenurella melanura (Linnaeus, 1758)
- Stenurella approximans (Rosenhauer, 1856)
- Stenurella hybridula (Reitter, 1901)

підрід Priscostenurella Özdikmen, 2013 (= Stenurelloides Özdikmen, 2013)
- Чорногузка двооперезана — Stenurella bifasciata (O.F. Müller, 1776)
- Чорногузка Єґерева — Stenurella jaegeri (Hummel, 1825)
- Stenurella novercalis (Reitter, 1901)

## Історія дослідження
Вперше рід Stenurella було виокремлано французьким ентомолом Андре Вільє у 1974. Типовим видом він запропонував Чорногузку брунатову (Stenurella melanura (Linnaeus, 1758)). Вільє залічив до роду 11 видів, які відокремив від роду Тонкохвістка (Leptura Linnaeus, 1758 (=Stenura Haldeman, 1847)). 
У 1981-му, однак, Stenurella hecate (Reitter, 1896) була виділена в монотиповий рід Xenoleptura Danilevsky, Lobanov et Murzin, 1981, а Stenurella limbiventris (Reitter, 1898) була синонімізована зі Stenurella bifasciata (Müller, 1776) у 1990-му. Решта дев’ять видів донедавна складали рід Stenurella. Це зокрема Stenurella approximans (Rosenhauer, 1856), Stenurella bifasciata (Müller, 1776), Stenurella hybridula (Reitter, 1902), Stenurella jaegeri (Hummel, 1825), Stenurella melanura (Linnaeus, 1758), Stenurella nigra (Linnaeus, 1758), Stenurella novercalis (Reitter, 1901), Stenurella septempunctata (Fabricius, 1793) і Stenurella vaucheri (Bedel, 1900). 
Особливий інтерес становить те, що з 1990-х років було описано щонайменше десять нових видів Stenurella, але всі вони були згодом синонімізовані та розглядаються як кольорові форми або підвиди вже відомих видів. 
У 2013-му Гюсеїн Оздікмен запропонував нову структуру Stenurella, розділивши його на шість підродів: Stenurella Villiers, 1974, Priscostenurella Özdikmen, 2013, Stenurelloides Özdikmen, 2013, Nigrostenurella Özdikmen, 2013, Crassostenurella Özdikmen, 2013 та Iberostenurella Özdikmen, 2013. На жаль, запропонована класифікаційна система виявилася радше штучною та не враховувала еволюційних зв’язків усередині роду Stenurella. По-перше, Özdikmen використовував географічний принцип під час виділення підродів (наприклад, Crassostenurella, Iberostenurella, Stenurelloides) та при цьому повністю ігнорував філогенію груп видів. По-друге, автор об’єднав у ті самі підроди види з дуже різними морфологічними характеристиками (наприклад, Priscostenurella). Як виявилось згодом, ці види демонструють значні відмінності у молекулярно-філогенетичних патернах. 
У 2022-му було Андрій Заморока з колегами провели інтегративний філогенетичний аналіз за морфологічними (61 ознака) і молекулярними (мітохондрієві гени 16S rRNA і COI, а також ядровий ген 28S rRNA) ознаками, продемонструвавши, що рід Stenurella є поліфілетичним, а частина його видів належить до роду Rutpela.

## Розповсюдження
В Україні поширені три види:
- Чорногузка брунатова — Stenurella melanura Linnaeus, 1758
- Чорногузка двооперезана — Stenurella bifasciata Müller, 1776
- Чорногузка Єґерева — Stenurella jaegeri (Hummel, 1825)